# 慰礼城
慰礼城（いれいじょう、いれのさし、朝鮮語: 위례성 / 慰禮城）は百済の初期都邑地だった。漢江を基準として河南慰礼城と河北慰礼城に区分する。
三国史記には、“城の西側には船と渡し場、東側一帯には、軍事訓練と民家村里、そして細長い蛇城として重ねられていて、この城壁が続いて崇山に至った”と記録されている。

## 名称の由来
慰礼城という名称がどこに由来するのかについては様々な意見がある。漢江を意味する古い名前、阿利水（아리수）・郁利河（욱리하）の「아리（アリ）」・「욱리（ウンニ）」から来たといい、百済では王を指す称号だった於羅瑕（어라하：オラハ）から来たという意見と、垣根を言う純粋言葉の「우리（ウリ）」から由来したという意見がある。

## 位置
高麗と朝鮮時代まで三国遺事で慰礼城の位置を稷山に比定したことに従って、天安聖居山慰礼城を慰礼城に推定してきた。けれども、以後、丁若鏞は、三国史記に川を渡って都邑を移したという記録に注目して、慰礼城を河南と河北に分離して河北慰礼城を漢江以北地域に、具体的には北漢山東側の麓に古の城郭が残っていて、一帯の地名が漢陽古県だという点で、この一帯を河北慰礼城と推定した。三国遺事で慰礼城を稷山に推定した理由は明確に明かされていなかったが、475年南側に避難した文周王がしばし留まった所だという意見と、熊津遷都後、地名が移されていった現象と見る意見がある。一方、三国史記では、慰礼城を「位置は分からず、地名だけ残っている所」と分類した。

### 河南慰礼城
河南慰礼城は、紀元前5年より紀元後476年まで、百済の首都であると共に、一般的にソウル夢村土城および風納土城に比定されるが、遺跡・遺物の調査が貧弱で明快な解答がいまだ出てきてない。河南慰礼城は漢城であると言う。
百済の始祖である温祚王勢力は漢江以北地域に定着してから、楽浪・靺鞨など北側からの攻撃を効果的に防御するのに良く、土地が肥えた漢江と南漢山の間に都邑を定めたものと推定される。

### 河北慰礼城
河北慰礼城は、河南慰礼城を首都と定める前にしばらくの間、百済の都邑だった所で、位置は、洗剣亭・中浪川・上溪洞・牛耳洞など様々な推測があると共に、放鶴洞に残っている放鶴洞土城を河北慰礼城と見ることもある。けれども、三国史記の初期記録を否定する立場では、河北慰礼城の存在自体を否定し、百済の都邑が初めより河南慰礼城であったと見なす。